# Velika vas pri Krškem
Velika vas pri Krškem este o localitate din comuna Krško, Slovenia, cu o populație de 267 de locuitori.